# 高水平大学自主选拔学业能力测试
高水平大学自主选拔学业能力测试，又称AAA测试，是上海交通大学、中国科学技术大学、西安交通大学、南京大学、浙江大学和清华大学在高校自主招生中联合举办的自主选拔联考，即民间所谓“华约联考”。

## 历史
- 2010年，以清华大学为首的五所著名高校通过“五校联考”模式对报考五所学校的考生进行联合测试，后成为“华约”联盟。
- 2011年，“华约”联盟发展为七所高校，包括清华大学、上海交通大学、南京大学、浙江大学、中国科学技术大学、中国人民大学和西安交通大学。
- 2013年，中国人民大学暂缓自主招生一年。[1]